# Fischbach/Rhön
Fischbach/Rhön är en ortsteil i staden Kaltennordheim i Landkreis Schmalkalden-Meiningen i förbundslandet Thüringen i Tyskland. Fischbach/Rhön var en kommun fram till 31 december 2013 när den uppgick i Kaltennordheim. Kommunen Fischbach/Rhön hade 555 invånare 2013.